# Trichocerapis mirabilis
Trichocerapis mirabilis är en biart som först beskrevs av Smith 1865.  Trichocerapis mirabilis ingår i släktet Trichocerapis och familjen långtungebin. Inga underarter finns listade i Catalogue of Life.